# 朱常汶
德化王朱常汶（16世纪—1650年2月25日），明朝宗室，吉宣王朱翊銮庶次子。明吉藩第一代也是唯一一代德化王。

## 生平

### 明朝年间
朱常汶初封镇国将军。万历十六年（1588年）三月，其父朱翊鑾奏請改封朱常汶为郡王。礼部商议认为应该依据隆慶六年（1572年）的《宗藩条例》，朱翊鑾本封龙阳郡王，因为嫡弟吉莊王朱翊镇没有后嗣而作为庶兄进封，按例属于由郡王进封亲王，除了继承人封世子以外，其余儿子只能仍按郡王儿子封镇国将军，不得进封，指朱翊鑾違例妄請，所求不当。明神宗下诏同意礼部商议的结果。
后来朱翊鑾又引用例子，请求封朱常汶及第三子朱常为郡王。万历二十三年（1595年）十二月，礼部请求驳回。神宗认为吉王府是親支，命照之前秦王府的例子改封朱常汶为郡王。
朱翊鑾又奏请按瀋宣王朱恬烄子朱珵塏、朱珵埏分別封為灵寿王及六合王、秦靖王朱敬镕子朱誼𣴖封為崇信王等由小宗入继的亲王的子孙仍可封郡王的事例，早正朱常汶、朱常的名分，及请求改封二人各自的夫人陳氏、周氏为王妃。万历二十四年（1596年）正月，礼部上奏请求驳回及下敕书令吉王府長史司告知朱翊鑾遵守成例，不要再妄求给儿子们加封。神宗下旨称吉王府为親支，朱常汶、朱常准照秦王府的例子改封郡王，他人不得引以為例。二月，禮科給事中楊天民称以前秦、瀋二王府的王子得封郡王已经错了，岂可再错，要防止他人心存侥幸效仿，请求按礼部所请停止封朱常汶、朱常为郡王，神宗不采纳。三月，礼部问如果其他人也以此为由请求封儿子为郡王，神宗又当如何，请求收回成命，神宗不准。礼部又奏请准朱常汶、朱常受封郡王，但仍支用鎮國將軍祿米，儀仗、房屋、冠服等件照例免给，至于教授、典膳、民校等項由礼部銓選給撥，获准。五月，神宗遣武安侯郑惟忠、新寧伯譚國佐、編修吳道南、楊繼禮、董其昌、簡討傅新德、編修湯賓尹、史繼偕、寺丞張鳴㟠、行人劉尚賓、崔廷徤、潘國重、黃化龍、中書蕭近高冊封朱常汶為德化王，夫人陳氏加封為德化王妃，朱常夫妇也加封为福清王和福清王妃。
后来朱翊鑾又引用朱常汶、朱常为例，请求让第五子朱常源也受封郡王。礼部上奏认为朱常汶、朱常没有被改回镇国将军已经是侥幸，不该被引以为例，加恩也不可以一再发生，应该依法仅封朱常源为镇国将军。万历三十九年（1611年）十月，神宗同意礼部的意见。

### 南明年间
明朝灭亡后，南明永历元年（1647年）四月或十一月，泸溪贡生魏一柱袭破将乐，联结郧西王朱常湖、朱常汶、兴安王朱由橦攻克建宁。
永历四年（1650年）正月，朱常汶与滋阳王朱弘懋、崇信王；朱谊𣴖、阳信王朱弘楅、永丰王朱由桐、铜陵王朱由榳、仁化王朱慈㶧等十三郡王将要出海，已经叛变投降清朝的惠潮道臣李士琏、惠州总兵奉化伯黄应杰假装迎接他们入惠州，与知府林宗京抓住他们的护卫三百人并杀死，再杀害朱常汶等。王妃庞氏历数李士琏、黄应杰等的罪过数百字后与县主上吊自杀。诸王宫眷同时死难的三百余人。

### 分歧记载
杨陆荣《三藩纪事本末》称，魏一柱等人攻克建宁后，清军围攻建宁，五个月后破城，魏一柱、朱常湖、朱常汶都遇害，只有朱由橦因故先出城而得免。
《小腆紀年》作者徐鼒怀疑永历三年（1649年）十一月被清军所杀的德化王朱慈烨是朱常汶的后裔。但朱慈燁其实是益藩德化王，他遇害时，朱常汶仍然在世，他不可能继承朱常汶的王位。